# 7677 Sawa
7677 Sawa este un asteroid din centura principală de asteroizi.

## Descriere
7677 Sawa este un asteroid din centura principală de asteroizi. A fost descoperit pe 27 decembrie 1995 la Oizumi de Takao Kobayashi. El prezintă o orbită caracterizată de o semiaxă mare de 2,43 ua, o excentricitate de 0,10 și o înclinație de 2,4° în raport cu ecliptica.